# Cooter (30 Rock)
"Cooter" é o 15.° e último episódio da segunda temporada da série de televisão de comédia de situação norte-americana 30 Rock, e o 36.° da série em geral. Foi realizado pelo produtor Don Scardino e teve o seu argumento escrito pela produtora executiva e co-showrunner Tina Fey que, pelo seu trabalho no guião, recebeu uma nomeação às cerimónias de prémios Emmy e do Sindicato de Argumentistas Norte-americanos. A sua estreia nos Estados Unidos ocorreu na noite de 8 de Maio de 2008 na rede de televisão National Broadcasting Company (NBC). Dentre os artistas convidados para o episódio, estão inclusos Matthew Broderick, Edie Falco, Dean Winters, Paul Scheer, Maulik Pancholy, Kevin Brown, Grizz Chapman e Marceline Hugot.
No episódio, a argumentista Liz Lemon (interpretada por Fey) faz um teste de gravidez cujo resultado revela ser positivo, achando assim que está à espera de um filho do seu ex-namorado Dennis Duffy (Winters). Entretanto, o executivo Jack Donaghy (Alec Baldwin) lida com o arrependimento de ter escolhido um novo emprego político. Em outros lugares, Tracy Jordan (Tracy Morgan) finalmente termina o seu jogo de vídeo pornográfico e Kenneth Parcell expressa desejo de também trabalhar como estagiário nos Jogos Olímpicos de Pequim.
Em geral, "Cooter" foi recebido pela crítica especialista em televisão do horário nobre com opiniões favoráveis, com grande parte dos analistas de televisão declarando ser um dos melhores da temporada. Contudo, não ficaram agradados com a promoção ao filme Baby Mama (2008), no qual Fey estrela e cujo enredo revolve em torno de uma senhora que deseja ter um bebé, uma vez que o susto de gravidez de Liz surgiu na mesma altura que o lançamento da película. Durante a sua transmissão original norte-americana, o episódio foi assistido por uma média de 5,61 milhões de famílias e foi-lhe atribuída a classificação de 2,6 e sete de share no perfil demográfico dos telespectadores entre os dezoito aos 49 anos de idade, conforme os dados publicados pelo serviço de mediação de audiências Nielsen Ratings.

## Produção e desenvolvimento

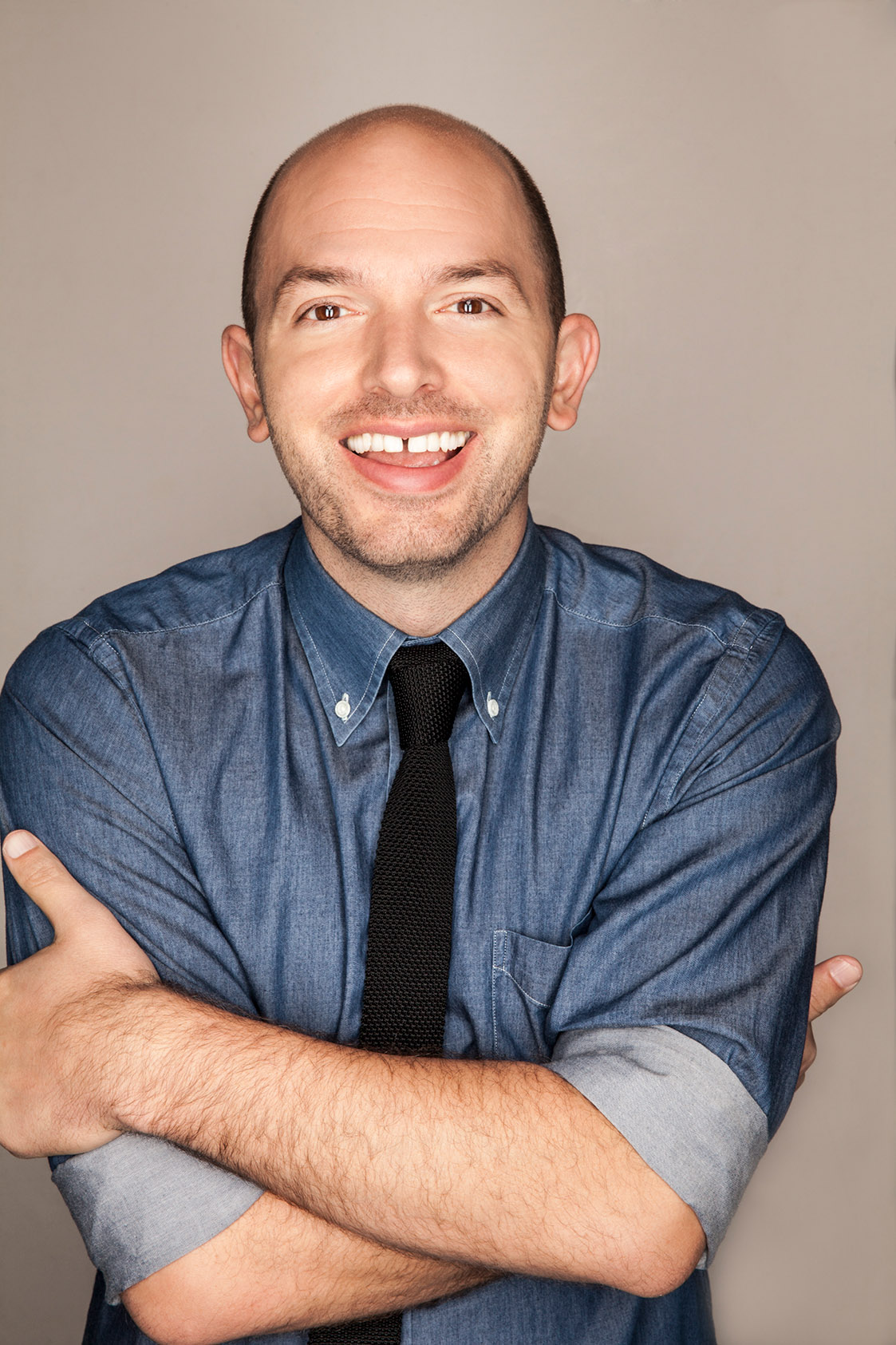
Paul Scheer fez uma participação em "Cooter."

"Cooter" é o 15.° episódio da segunda temporada de 30 Rock. Embora tenha sido também transmitido como o episódio final da temporada, não foi produzido como tal. Porém, como a temporada teve de ser encurtada como consequência da greve dos argumentistas da Associação de Guionistas dos Estados Unidos (2007-08), que colocou a produção da série em hiato. Este episódio teve o seu argumento escrito por Tina Fey — criadora, actriz principal, produtora executiva, co-showrunner e argumentista-chefe de 30 Rock — e foi realizado por Don Scardino, produtor da temporada. Esta foi a 12.ª vez de Fey a escrever o guião de um episódio de 30 Rock, sendo "MILF Island" o mais recente, e a 13.ª de Scardino a assumir a responsabilidade pela realização de um episódio, sendo "Sandwich Day" o mais recente.
O título deste episódio é uma das palavras favoritas de Fey, usada por si por várias vezes durante o tempo em que apresentava o segmento Weekend Update no programa de televisão humorístico Saturday Night Live, no qual assumiu a posição de argumentista-chefe entre 1998 e 2006. Segundo a argumentista, "é uma das maneiras menos gráficas de descrever os órgãos genitais femininos." A frase "it's hard for me to watch 'American Idol' because there's a water bug on my channel-changer" foi declarada por Fey na sua autobiografia como uma das suas favoritas das escritas pelo guionista Donald Glover, provavelmente pelo "uso da expressão exagerada de channel-changer, uma palavra muito parecida com o que uma avó diria." Embora não tenha sido o responsável pelo guião de "Cooter," Glover escreveu essa frase para o episódio.
Embora os seus nomes tenham sido listados durante a sequência de créditos finais, os atores Keith Powell e Lonny Ross, não participaram deste episódio desempenhando as suas respetivas personagens James "Toofer" Spurlock e Josh Girard. Para a atriz convidada Edie Falco, esta foi a sua aparição final em 30 Rock. A sua estreia como a personagem Celeste "C.C." Cunningham, uma congressista democrata que desenvolve um relacionamento amoroso secreto com Jack, foi em "Somebody to Love," com ela retornando em "Secrets and Lies" e no episódio 210. Falco ficou "emocionada pela oportunidade de poder trabalhar com atores tão bons e tão hilariantes," e revelou que se divertia a assistir ao seriado. Por sua vez, Fey ficou igualmente "emocionada por ter uma atriz tão talentosa a juntar-se a nós," e brincou que "vários rapazes da nossa equipa querem que o fim do The Sopranos seja explicado a eles," fazendo uma referência à série na qual Falco interpretava uma personagem regular. A participação de Matthew Broderick em "Cooter," no qual interpretou o trabalhador entusiasmado Cooter Burger, foi anunciada em meados de Abril de 2008. O nome real da personagem é James Reilly, tendo recebido a alcunha "Cooter Burger" apenas porque o seu chefe viu-o a comer um hambúrguer uma vez. Broderick viria a retornar a 30 Rock cinco anos depois, no episódio "There's No I in America" da sétima temporada. Outra participação especial neste episódio foi a de Paul Scheer, que fez a sua estreia como Donny Lawson, o arqui-inimigo do estagiário Kenneth Parcell. Scheer e Jack McBrayer são amigos de longa data e vinham fazendo apresentações de comédia de improviso, um facto que o último achou "ter sido fundamental para ele [Scheer] ser escalado. Foi tão bom poder contracenar com ele... e fingir que nos odiávamos, porque nós realmente somos, tipo, amigos muito próximos."
O actor e comediante Judah Friedlander, intérprete da personagem Frank Rossitano em 30 Rock, é conhecido pelos seus bonés de camioneiro de marca registada que usa dentro e fora da personagem Frank. Os chapéus normalmente apresentam palavras ou frases curtas estampadas neles. Friedlander afirmou que ele próprio é quem faz os acessórios. Revelou também que "alguns deles são brincadeiras íntimas, e alguns são simplesmente piadas." A ideia veio do persona de Friedlander nas suas apresentações de comédia stand-up, nas quais os objectos de adorno estão todos estampados com a escrita "campeão mundial" em línguas e aparências diferentes. Em "Cooter," Frank usa bonés que leem "Slo-Bot."

## Enredo
Jack Donaghy (Alec Baldwin) arranja um emprego político como o Director da Segurança Interior para Crises e Gestão da Meteorologia; contudo, isto acaba por não ser o que esperava. Quando é informado que Don Geiss (Rip Torn), diretor executivo da General Electric (GE), disse "Jackie Boy" enquanto em estado de coma profundo, Jack organiza um esquema com outro empregado do governo, Cooter Burger (Matthew Broderick), para que possa ser despedido, após a sua carta de demissão ser rejeitada. Jack também consegue a ajuda de C. C. (Edie Falco), a sua ex-namorada congressista democrata, para aprovar o estudo científico de uma bomba homossexual. Jack espera que a bomba, um projecto antigo e muito caro do Pentágono ineficiente e ofensiva a "ambos estados vermelhos e aos estados azuis mais homossexuais," culmine no seu despedimento.
Entretanto, Liz Lemon (Tina Fey) acha que pode estar grávida e fica horrorizada quando descobre que é mais provável que o pai do bebé seja o seu ex-namorado Dennis Duffy (Dean Winters). Após vários testes de gravidez, ela revela a Jack que os testes davam resultado devido a sua ingestão compulsiva dos aperitivos Sabor de Soledad, que contêm sémen de touro nos seus ingredientes. Não obstante, Liz diz a Jack que está pronta para ter uma criança e expressa desejo de adoptar. Enquanto isso, com o seu projeto do primeiro jogo de vídeo pornográfico do mundo quase completo, Tracy Jordan entrega a Frank Rossitano (Judah Friedlander) um protótipo.
Em outros lugares, Kenneth Parcell (Jack McBrayer) informa-se sobre uma oportunidade de ser um estagiário da NBC nos Jogos Olímpicos de Verão de 2008, que iriam decorrer em Pequim. Contudo, Donny Lawson (Paul Scheer), o chefe dos estagiários, tenta assegurar que Kenneth não consiga entregar a sua redação de candidatura a tempo. Então, Jenna Maroney (Jane Krakowski) ajuda-o a terminar o seu texto a tempo, mas Donny empata Kenneth através de uma ordem de entrega de papel no estúdio 6H. Então, o produtor Pete Hornberger (Scott Adsit) atira uma flecha à perna de Donny e Kenneth consegue entragar o seu texto a tempo.
Nos minutos finais, o episódio mostra o que acontece três meses depois, já em Agosto de 2008. Jack e Cooter apresentam a sua bomba homossexual ao Pentágono, que trabalha apenas em áreas fechadas, algo que acaba por ser inútil em combate. Contudo, Cooter parte o frasco no qual a bomba está contida, o que faz com que todos na sala, incluindo o vice-presidente Dick Cheney, se sintam "esquisitos." Frank finalmente sai do seu escritório após jogar ininterruptamente o jogo de Tracy durante três meses, não se apercebendo da quantidade de tempo que passou. Enquanto em Pequim, Kenneth se envolve com uma mulher chinesa que quer os seus rins. As últimas frases foram ditas em mandarim sem legendas, deixando o público falante de inglês inconsciente da situação de Kenneth.

### Análises da crítica

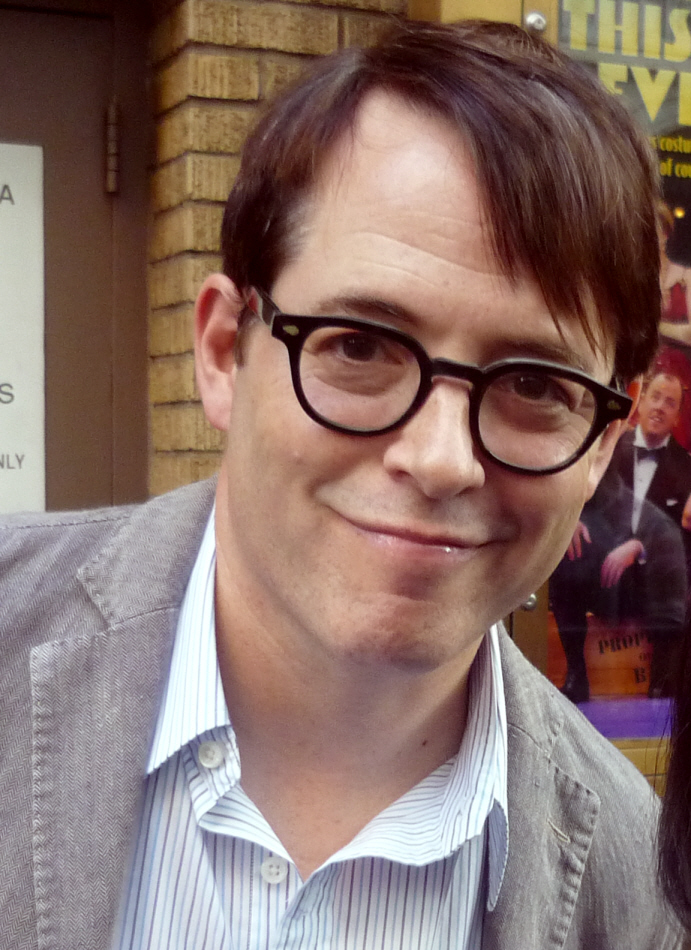
A participação de Matthew Broderick foi enaltecida como o ponto mais alto do episódio.